# Georg Brunner (Hockeyspieler)

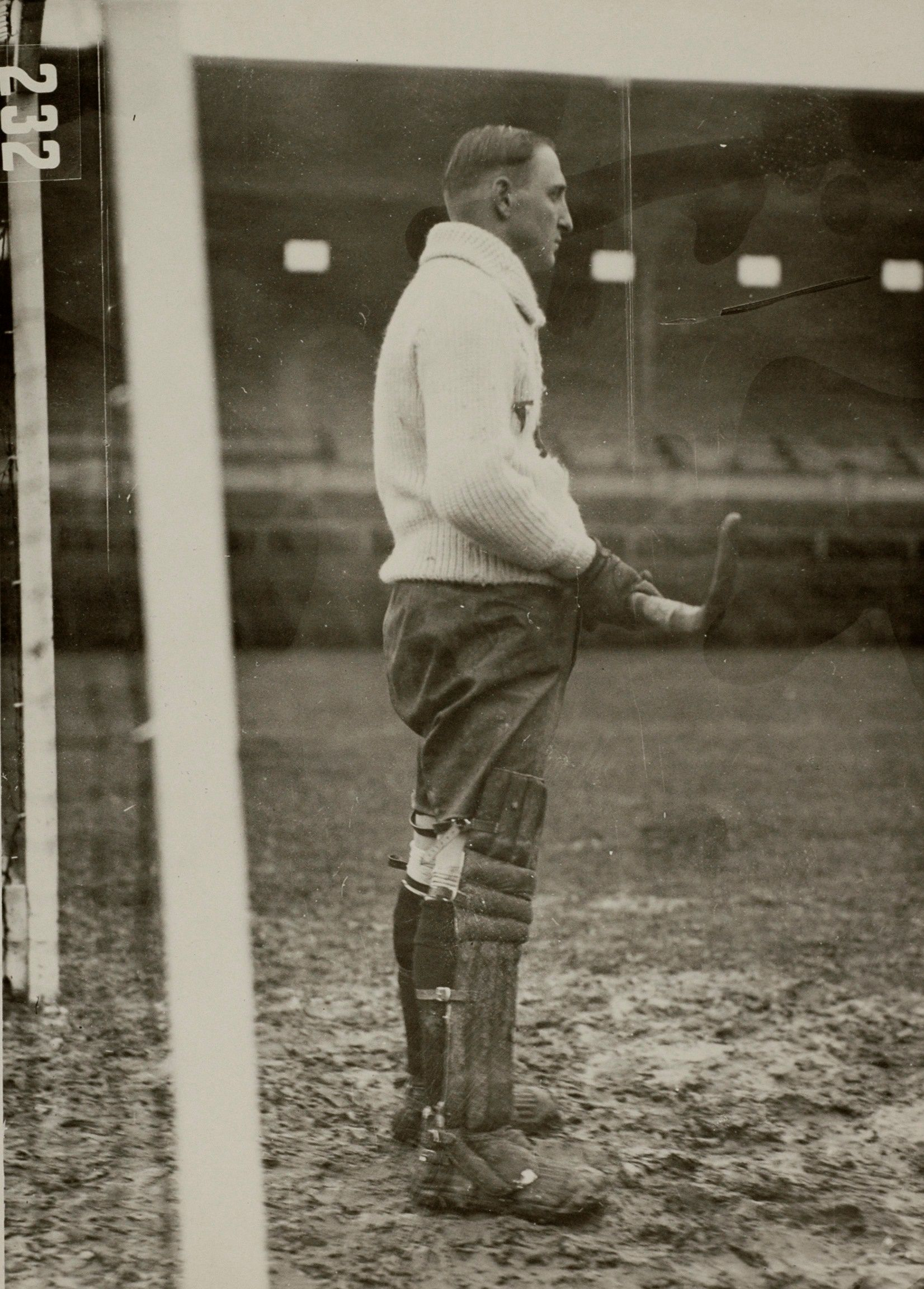
Georg Brunner, 1928

Georg Brunner (* 15. Dezember 1897 in Leipzig; † 16. November 1959) war ein deutscher Hockeytorwart.
Georg Brunner gehörte dem in den 1920er Jahren dominierenden deutschen Hockeyverein an, dem Leipziger SC. Er debütierte 1927 in der deutschen Hockeynationalmannschaft. Bei den Olympischen Spielen 1928 in Amsterdam gehörten mit Georg Brunner, Heinz Förstendorf, Werner Freyberg, Werner Proft und Rolf Wollner fünf Leipziger zum Kader. Brunner stand in Amsterdam in allen vier Spielen im Tor und erhielt drei Gegentreffer, davon zwei bei der Niederlage gegen die niederländischen Gastgeber. Im Spiel um den dritten Platz gegen Belgien gewann die deutsche Mannschaft mit 3:0. Insgesamt wirkte Georg Brunner von 1927 bis 1931 in elf Länderspielen mit.